# Saint-Martial-de-Nabirat
Saint-Martial-de-Nabirat (okzitanisch Sent Marçal de Nabirac) ist eine aus einem Hauptort und mehreren umliegenden Weilern (hameaux) und Einzelgehöften bestehende Gemeinde mit 578 Einwohnern (Stand: 1. Januar 2022) im Südosten des südfranzösischen Départements Dordogne in der Region Nouvelle-Aquitaine in der alten Kulturlandschaft des Périgord.

## Lage
Der Ort Saint-Martial-de-Nabirat liegt gut 20 Kilometer (Fahrtstrecke) südlich der Stadt Sarlat-la-Canéda bzw. ca. 85 km südöstlich von Périgueux in einer Höhe von ca. 212 m ü. d. M. Das Klima ist gemäßigt und wird gleichermaßen vom Atlantik wie von den Bergen des Zentralmassivs beeinflusst; Regen fällt übers ganze Jahr verteilt.

## Bevölkerungsentwicklung
| Jahr      | 1800 | 1851 | 1901 | 1954 | 1999 | 2014 |
| Einwohner | 906  | 1157 | 898  | 551  | 513  | 610  |

Der kontinuierliche Bevölkerungsrückgang seit der zweiten Hälfte des 19. Jahrhunderts ist im Wesentlichen auf die Reblauskrise im Weinbau und die zunehmende Mechanisierung der Landwirtschaft sowie den jeweils damit einhergehenden Verlust an Arbeitsplätzen zurückzuführen. 

## Wirtschaft
Die Bewohner der Gemeinde lebten jahrhundertelang als Selbstversorger von den Erträgen ihrer Felder und Gärten; daneben wurden auch Viehzucht, ein wenig Weinbau und die Anpflanzung von Esskastanien und Nussbäumen betrieben. Im Ort selbst siedelten Handwerker, Kleinhändler und Dienstleister. Seit den 1960er Jahren werden einige der leerstehenden Häuser als Ferienwohnungen (gîtes) genutzt. Auch die Forstwirtschaft spielt eine wichtige Rolle im Wirtschaftsleben der Gemeinde.

## Geschichte
Obwohl bereits früher eine Kirche existierte, stammt die erstmalige urkundliche Erwähnung des alten Ortsnamens Sanctus Martialis prope monte Domae erst aus dem 14. Jahrhundert. Ob der Ort während des Hundertjährigen Krieges (1337–1453) oder in der Zeit der Hugenottenkriege (1562–1598) in Mitleidenschaft gezogen wurden, ist unklar.

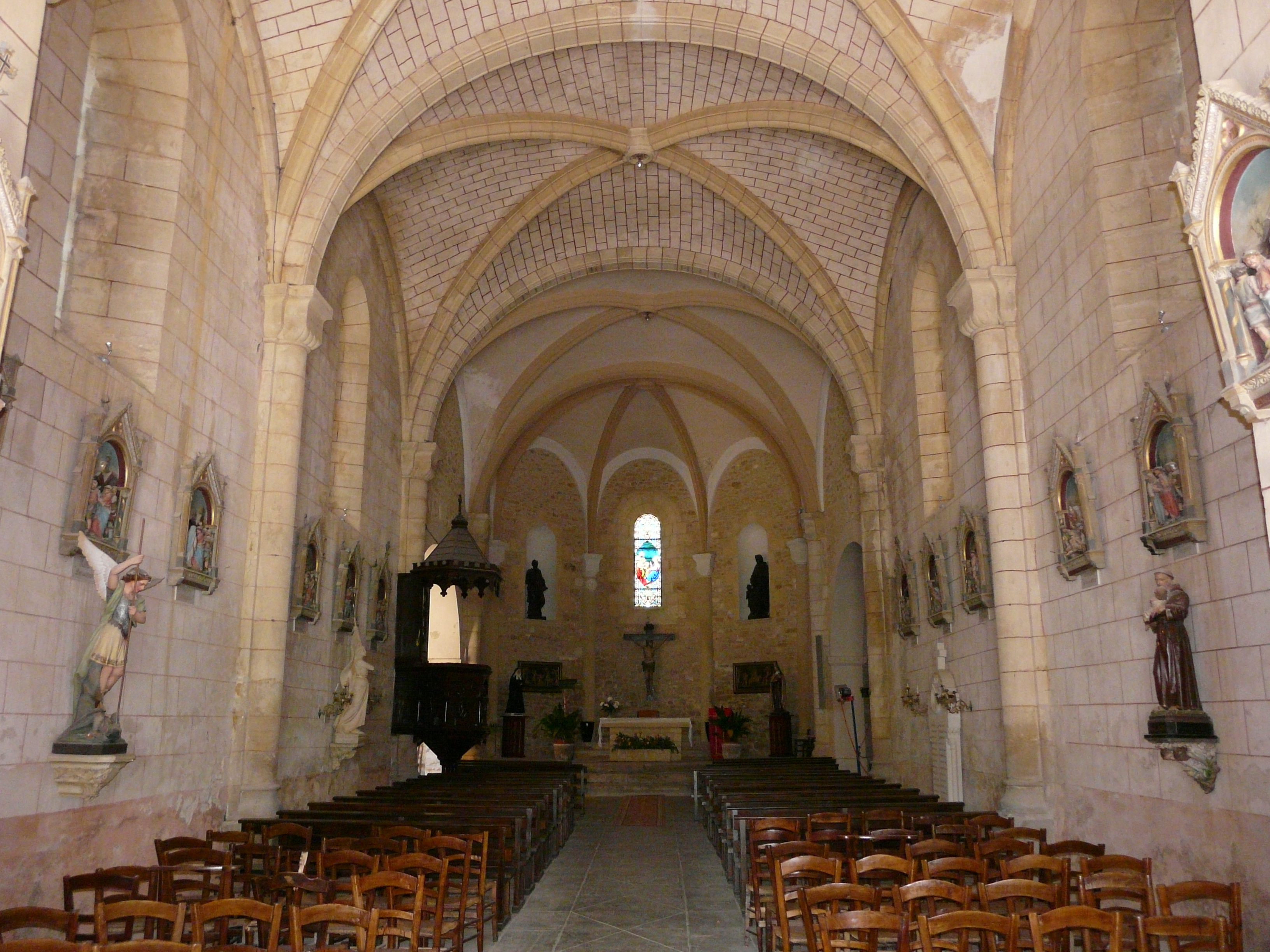
Kirche Saint-Martial

## Sehenswürdigkeiten
- Die einschiffige romanische Kirche Saint-Martial wurde im 15. Jahrhundert in gotischem Stil umgebaut und im 19. Jahrhundert um einen Glockenturm ergänzt. Das Bruchsteinmauerwerk wurde in der Apsis freigelegt; die Wände und Gewölbekappen des Kirchenschiffs sind hingegen verputzt und mit Fugenmalereien versehen.
- Eine ehemalige Burg (Tours du Pech) befindet sich am Ortsrand; in der Nähe steht ein Taubenhaus (pigeonnier).
- Ein schmiedeeisernes Wegkreuz (Croix du Treil) aus dem 18. oder frühen 19. Jahrhundert zeigt die Leidensinstrumente Christi und eine kleine Marienfigur.

Umgebung
- Im Weiler Plapech ließ sich Ende des 17. Jahrhunderts ein Konvent nieder, der eine religiöse Erneuerung zum Ziel hatte.